# Adé (Tchad)
Pour les articles homonymes, voir Adé.
Adé  est une commune du Tchad, frontalière  du Soudan, dans la région du Sila. Elle se situe à 100 km d'Adré, sur les terres des Masalits, avec au Sud-Ouest les Dajo. Elle fut l'objet d'assauts répétés en 2005.